# Hayes (Moselle)

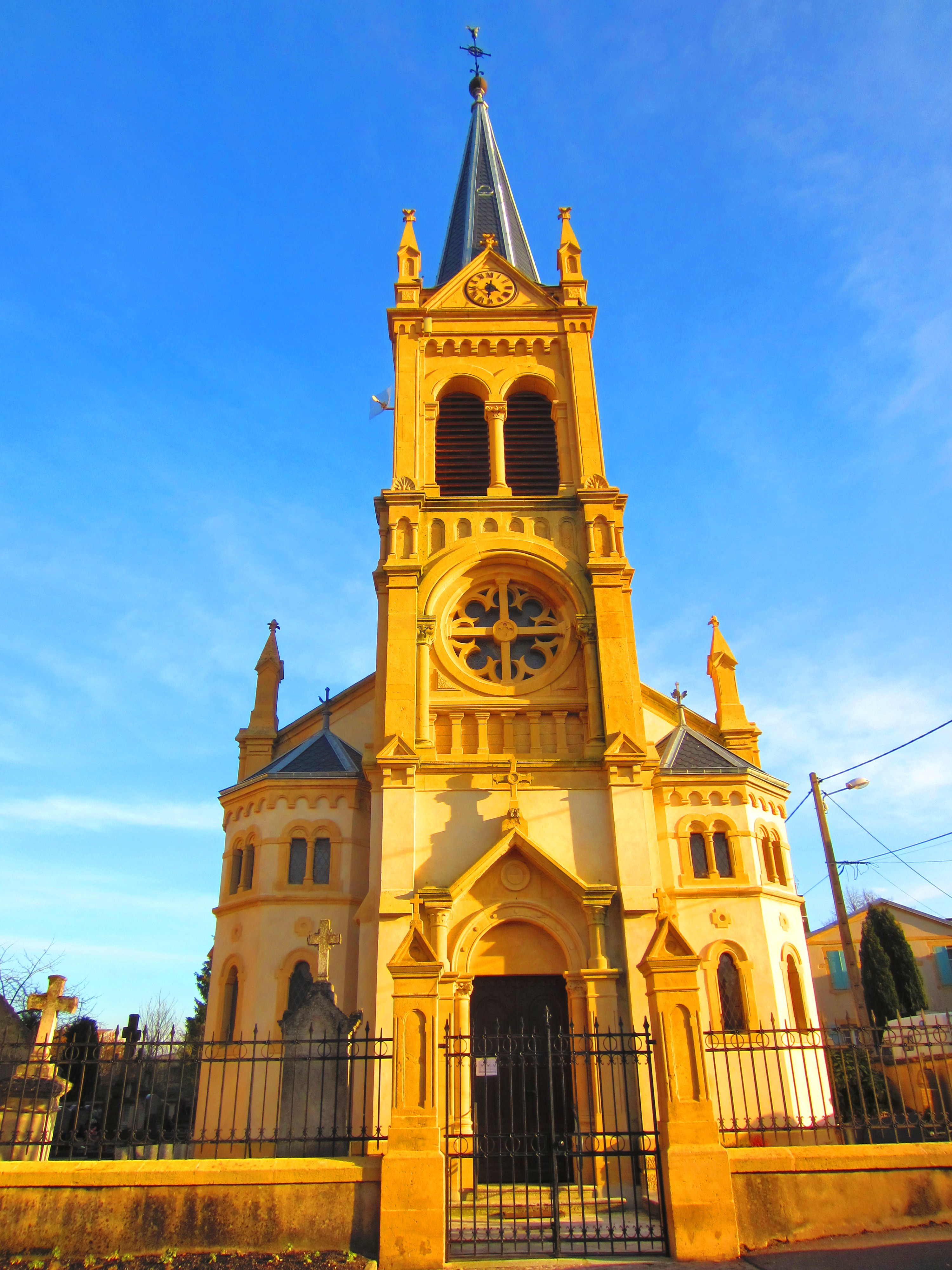
Kirche St. Quentin

Hayes (deutsch Haiß) ist eine französische Gemeinde mit 257 Einwohnern (Stand 1. Januar 2022) im Département Moselle in der Region Grand Est (bis 2015 Lothringen). Sie gehört zum Arrondissement Metz.

## Geographie
Die Gemeinde Hayes liegt in Lothringen, 15 Kilometer nordöstlich von Metz und sechs Kilometer südöstlich von Vigy, an einem Bach, auf einer Höhe zwischen 207 und 307 m über dem Meeresspiegel. Das Gemeindegebiet umfasst 12,01 km².

## Geschichte
Ältere Ortsbezeichnungen sind Heis (1192),  Hacques (1295),  Haique (1315), Hago (1321), Hey (1329), Heiz (1333), Haiche, Haike, Heltz, Hez (15. Jh.), Hay (1692), Hays (1756) und Hayes (19. Jh.). Die Ortschaft mit Schloss gehörte früher zum Bistum Metz.
Der Schlossbesitzer Heinrich de Hayes wurde, nachdem er mehrere Einfälle in das Metzer Gebiet verübt hatte, 1367 in seinem Schloss angegriffen, zur Übergabe gezwungen und tags darauf vor der Metzer Kathedrale hingerichtet, das Schloss zerstört. Das im 19. Jahrhundert vorhandene Wohngebäude stammte aus dem 17. oder 18. Jahrhundert. Zur Gemeinde gehörten auch das Schloss Marivaux an einem Bachufer im Norden und das Schloss Lue im Südosten. Jedes dieser beiden Schlösser hatte eine eigene Kapelle.
Durch den Frankfurter Frieden vom 10. Mai 1871 kam die Region an das deutsche Reichsland Elsaß-Lothringen, und das Dorf wurde dem Landkreis Metz im Bezirk Lothringen zugeordnet. Die Dorfbewohner betrieben Getreide-, Wein-, Obst- und Gemüsebaubau sowie Holzhandel.
Nach dem Ersten Weltkrieg musste die Region aufgrund der Bestimmungen des Versailler Vertrags 1919 an Frankreich abgetreten werden. Im Zweiten Weltkrieg war die Region von der deutschen Wehrmacht besetzt.

### Demographie
| Jahr      | 1962 | 1968 | 1975 | 1982 | 1990 | 1999 | 2007 | 2015 | 2019 |
| Einwohner | 163  | 153  | 137  | 158  | 157  | 178  | 182  | 228  | 249  |

## Kultur und Sehenswürdigkeiten
In der Nähe des Dorfes befinden sich zwei Schlösser, das Château de Hayes und das Château de Lue.

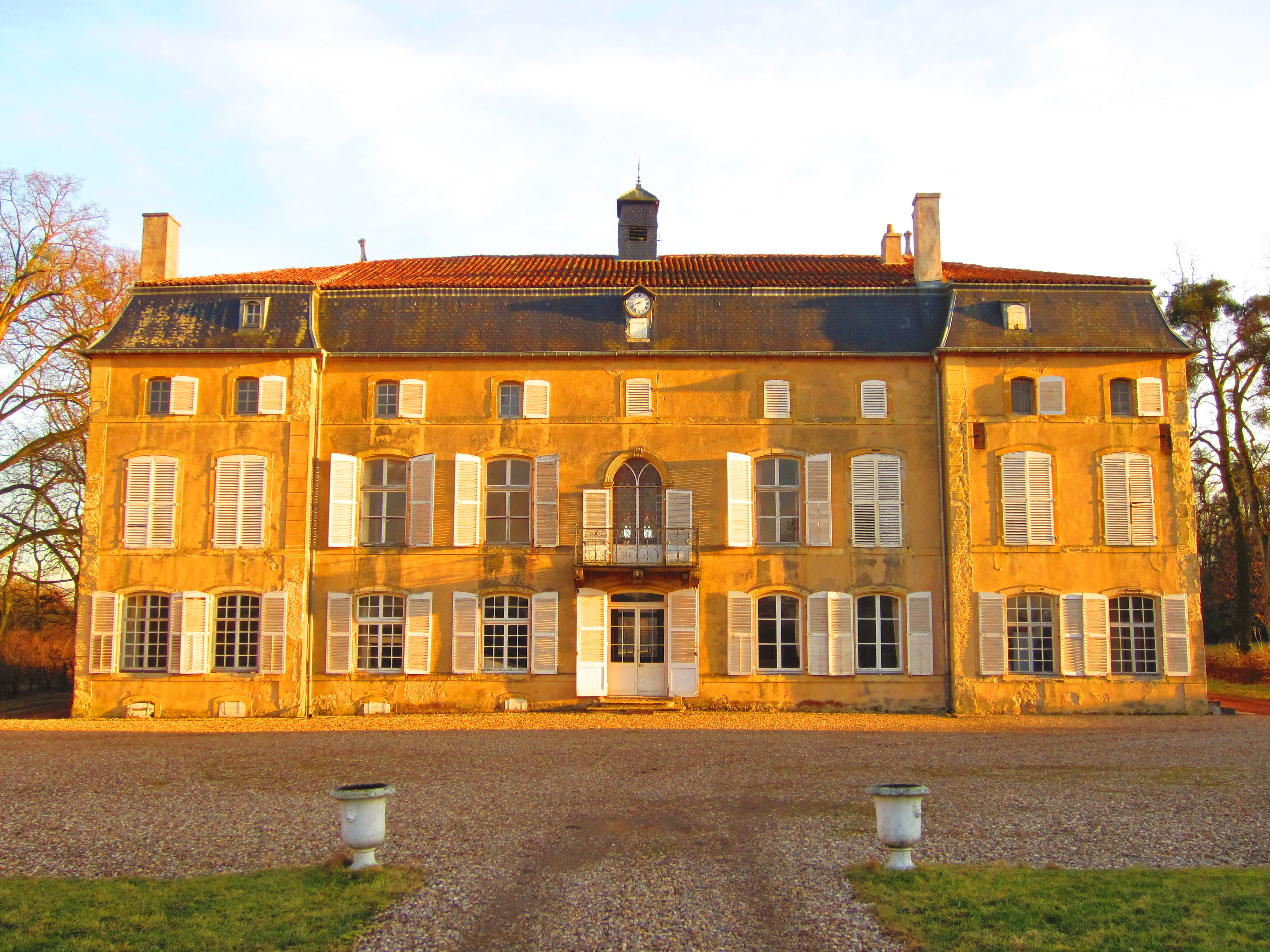
Schloss Lue
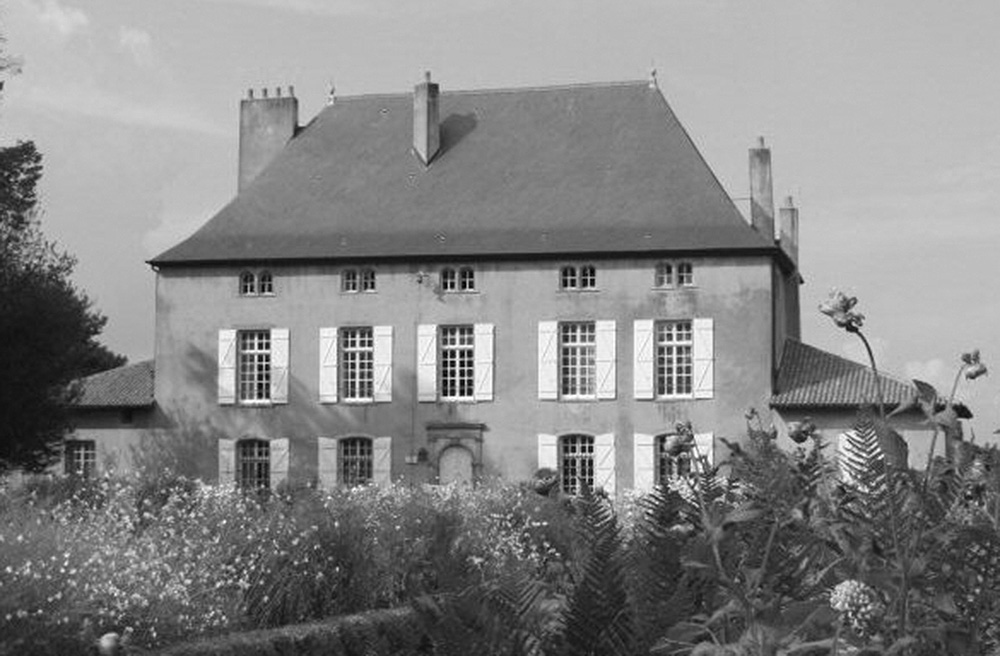
Schloss Hayes
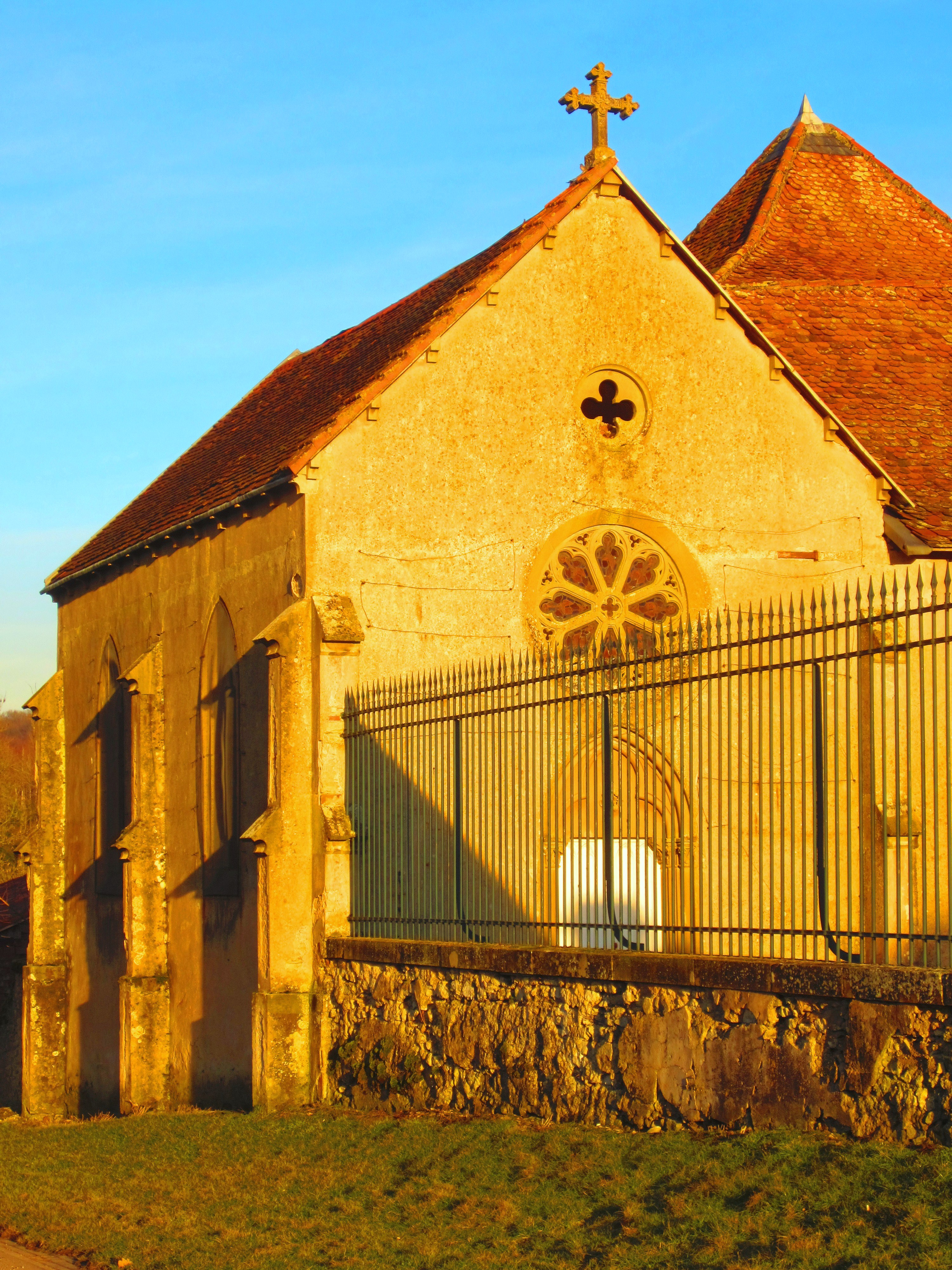
Kapelle des Schlosses Lue
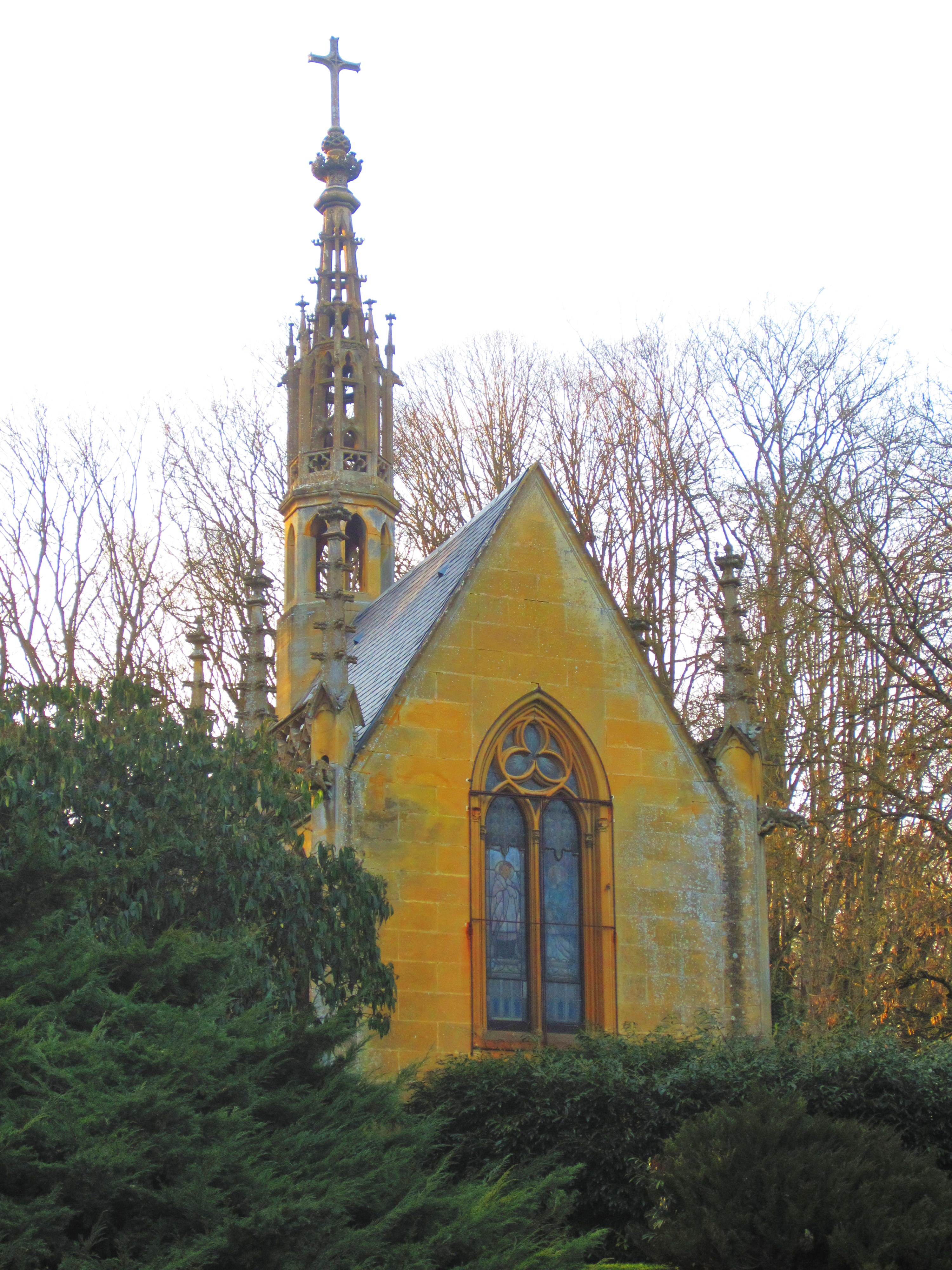
Kapelle Marivaux